# Rhizedra crassicornis
Rhizedra crassicornis är en fjärilsart som beskrevs av Adrian Hardy Haworth 1809. Rhizedra crassicornis ingår i släktet Rhizedra och familjen nattflyn. Inga underarter finns listade.